# Arthur Chaudouet
Arthur Chaudouet, né à Dijon le 24 juin 1847 et mort le 9 mars 1904 dans la même ville, est un architecte français qui a bâti essentiellement à Dijon.

## Biographie
Firmin Nicolas Arthur Chaudouet est un architecte dijonnais de la deuxième moitié du XIXe siècle, né au no 21 de la rue Vannerie à Dijon de Bernard Firmin Chaudouet et de Jeanne Marie Levotre. Son œuvre majeure est le Lycée Carnot. Il devient membre de l'Académie d'architecture en 1891,. Il meurt en son domicile en 1904, au no 14 de la rue Charrue à Dijon, en tant qu'architecte départemental de la Côte-d'Or.

## Œuvres

### Dijon
- L’immeuble de la Caisse d’épargne de la place du Théâtre, construit entre 1889-1890[5].
- La gendarmerie, située au no 11 de la rue de Metz, entre 1890 et 1894[6].
- Restauration de l'hôtel Bouhier de Lantenay, de 1886 à 1888[7].
- Le Lycée Carnot, situé au no 16 boulevard Thiers, rue Dietsch, rue Diderot, rue du Lycée et rue Colonel-de-Grancey, construit entre 1889 et 1893[8].
- L'hôtel du Département, situé au no 53 bis rue de la Préfecture, en 1899[9].

### Concœur
- Monument militaire à la mémoire des soldats morts en 1870[10].

## Galerie

### Dijon

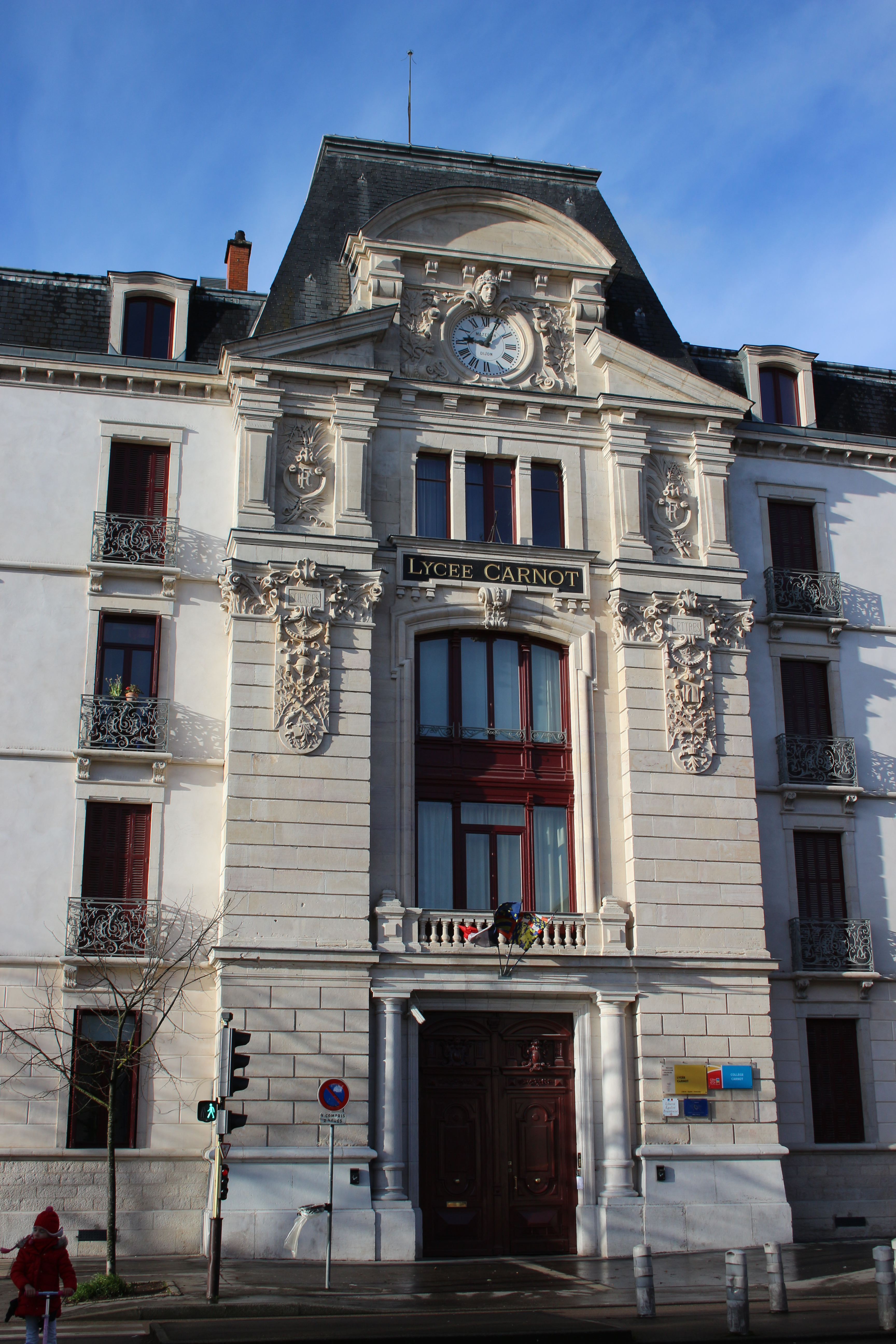
Lycée Carnot.
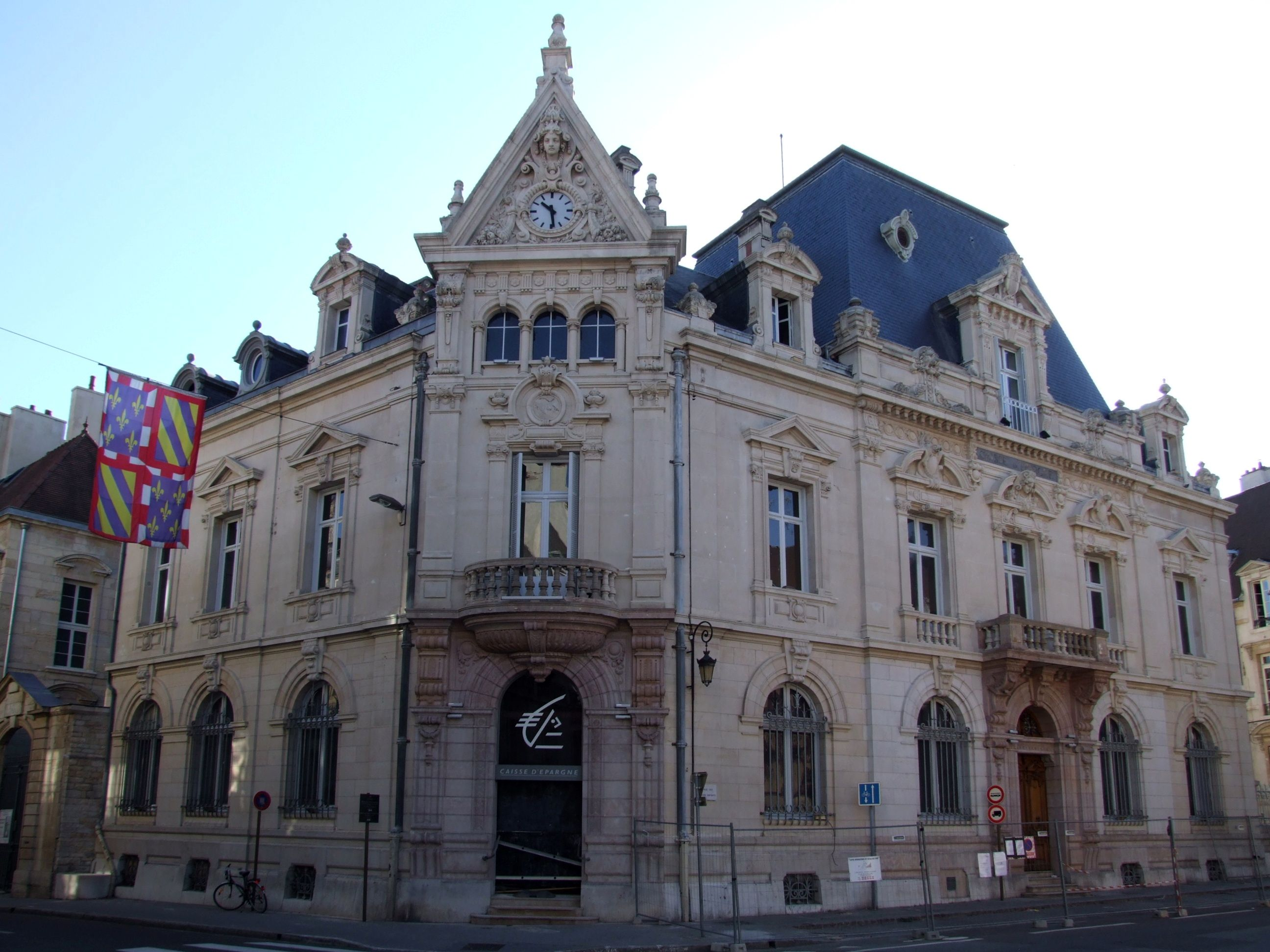
Caisse d'épargne.
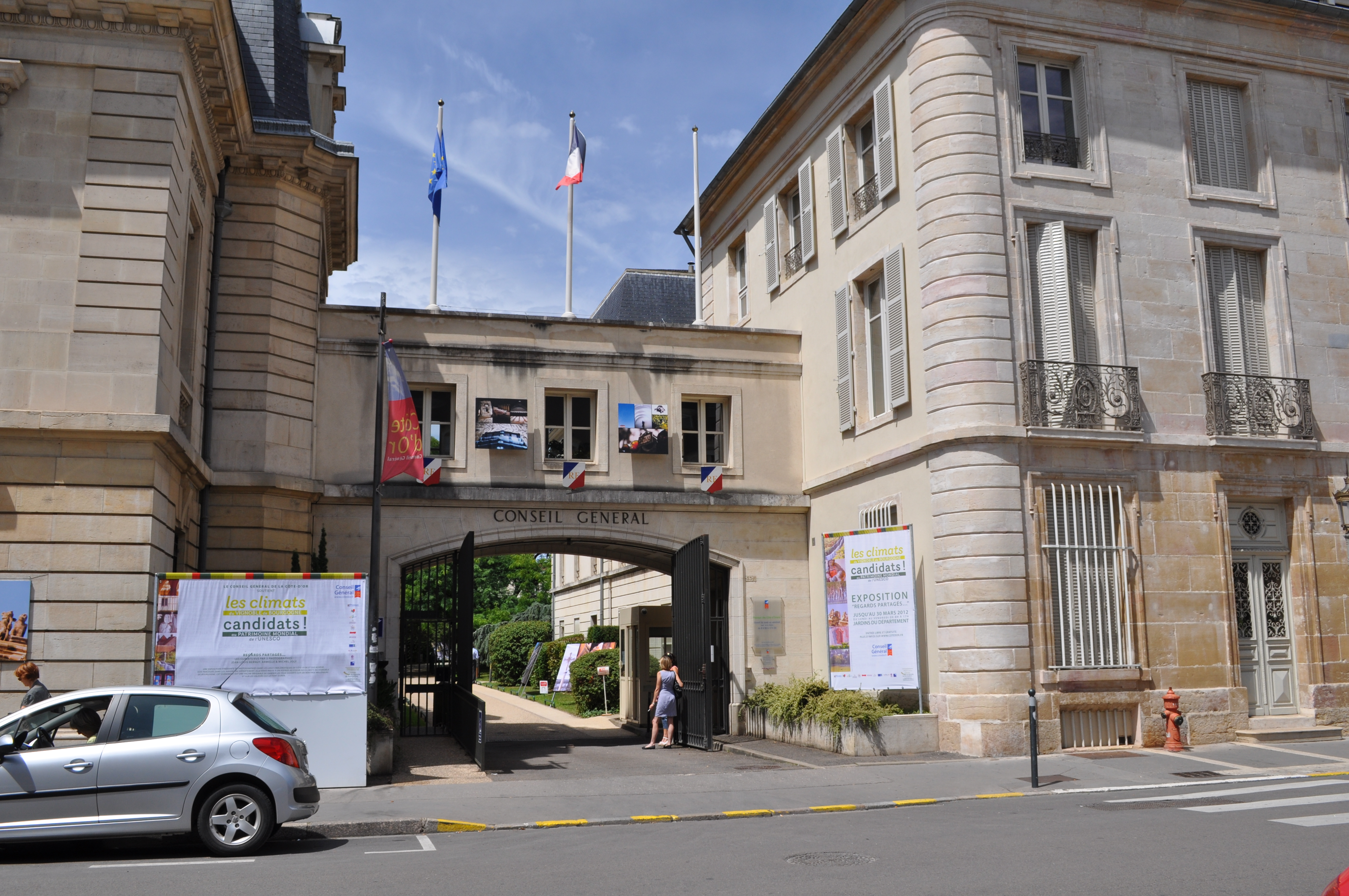
L'hôtel de département.